# Edwin E. Sheridan
| 19524 Acaciacoleman | 23 dicembre 1998 |
| 51655 Susannemond   | 1 maggio 2001    |
| 98825 Maryellen     | 27 dicembre 2000 |
| 169078 Chuckshaw    | 23 aprile 2001   |

Edwin E. Sheridan (...) è un astronomo amatoriale statunitense.
Il Minor Planet Center gli accredita la scoperta di trentuno asteroidi, effettuate tra il 1998 e il 2009.